# Bracewell
Bracewell – wieś w Anglii, w Lancashire. Leży 2,4 km od miasta Barnoldswick, 41,2 km od miasta Lancaster i 305 km od Londynu. W 1961 roku civil parish liczyła 97 mieszkańców. Bracewell jest wspomniana w Domesday Book (1086) jako Braisuelle.